# Live at the Whisky - One Night Only
Live at the Whisky - One Night Only è un live album solista di Vince Neil, uscito il 27 maggio 2003 per l'Etichetta discografica Image Entertainment.
L'album ripropone quasi unicamente brani dei Mötley Crüe, eccetto Look in Her Eyes, brano d'apertura del primo album solista di Neil Exposed (1994), e Smokin' in the Boys' Room, cover dei Brownsville Station, comunque già proposta dai Mötley Crüe nel disco Theatre of Pain (1985).

## Tracce
1. Kick Start My Heart (Sixx) 6:22 (Mötley Crüe)
2. Knock 'Em Dead, Kid (Neil, Sixx) 3:41 (Mötley Crüe)
3. Look in Her Eyes (Neil, Soussan, Stevens) 5:37
4. Red Hot (Mars, Neil, Sixx) 3:43 (Mötley Crüe)
5. Piece of Your Action (Neil, Sixx) 4:16 (Mötley Crüe)
6. Girls, Girls, Girls (Lee, Mars, Sixx) 3:34 (Mötley Crüe)
7. Same Ol' Situation (S.O.S.) (Lee, Mars, Neil, Sixx) 4:26 (Mötley Crüe)
8. Home Sweet Home (Lee, Neil, Sixx) 5:10 (Mötley Crüe)
9. Looks That Kill (Sixx) 4:34 (Mötley Crüe)
10. Dr. Feelgood (Mars, Sixx) 6:33 (Mötley Crüe)
11. Smokin' in the Boys' Room (Koda, Lutz) 4:18 (Brownsville Station Cover)
12. Live Wire (Sixx) 5:39 (Mötley Crüe)

## Formazione
- Vince Neil - voce
- Brent Wood - chitarra
- Jamie Hunting - basso
- Brent Fitz - batteria